# Wspólnota administracyjna Kölleda
Wspólnota administracyjna Kölleda (niem. Verwaltungsgemeinschaft Kölleda) – wspólnota administracyjna w Niemczech, w kraju związkowym Turyngia, w powiecie Sömmerda. Siedziba wspólnoty znajduje się w mieście Kölleda, które od 1 stycznia 2021 do wspólnoty nie należy.
Wspólnota administracyjna zrzesza cztery gminy, w tym jedną gminę miejską (Stadt) oraz trzy gminy wiejskie (Gemeinde): 
1. Großneuhausen
2. Kleinneuhausen
3. Ostramondra
4. Rastenberg, miasto

Do 30 grudnia 2012 do wspólnoty należała również gmina Großmonra, ale dzień później została włączona do miasta Kölleda i stała się automatycznie jego dzielnicą. 6 lipca 2018 gmina Schillingstedt została przyłączona do miasta Sömmerda. 1 stycznia 2019 gmina Beichlingen została przyłączona do miasta Kölleda.